# 本多忠晃
本多 忠晃（ほんだ ただてる、1897年（明治30年）3月19日 - 1978年（昭和53年）10月5日）は、昭和期の政治家、華族。貴族院子爵議員。

## 経歴
元陸奥泉藩主・本多忠伸の二男として生まれる。1904年（明治37年）7月、兄・忠彦が日露戦争で戦死したため家督を継承し、同年11月12日に子爵を襲爵した。
1923年（大正12年）京都帝国大学経済学部を卒業。1925年（大正14年）東京電燈に入社し、その後、南満州鉄道嘱託などを務めた。
1939年（昭和14年）10月7日、貴族院子爵議員補欠選挙で当選し、研究会に所属して活動し1947年（昭和22年）5月2日の貴族院廃止まで在任した。

## 親族
- 母：春子（遠山景明四女）[1]
- 先妻：静（離縁）[1]
- 後妻：道子（田辺勝邦二女）[1]
- 後妻：治子（はるこ、鷲尾伊平次二女）[1]
- 長男：忠頼[1]